# میری ماتیو
میرِی ماتیو (فرانسوی: Mireille Mathieu‎؛ زاده ۲۲ ژوئیهٔ ۱۹۴۶) خوانندهٔ شانسون اهل فرانسه است.